# バラッド・オペラ
バラッド・オペラ（英: ballad opera）は、18世紀に創始され、その後発展したイングランド演劇の1ジャンルを指す言葉。バラッド・オペラがにはいくつものタイプ（サブジャンル）が存在する。

## 初期のバラッド・オペラ
元々のバラッド・オペラは、陽気で、しばしば風刺的な（英語の）台詞から成っていて、話の流れが分断されるのを最小限に抑えるため、極力短く作られた歌（ほとんどは単一の短いスタンザとリフレイン）が散りばめられていた。登場人物は下層階級に属し（多くは犯罪者）、当時のイタリア・オペラの高徳な価値観を宙ぶらりんに（あるいは逆転）することが一般的だった。
最初の、そして最も有名な（かつ現在でも定期的に唯一再演されている）バラッド・オペラは、ジョン・ゲイ台本、ヨハン・クリストフ・ペープシュ編曲の『ベガーズ・オペラ（乞食オペラ）』（1728年）である。二人がパリのヴォードヴィル劇場で観劇し、その英語版の制作を図ったのか、あるいはトマス・ダーフィーのバーレスク音楽劇の影響を受けたのかも知れないとの推測もある。ダーフィーは原曲に新しい歌詞を乗せたパロディ音楽が知られていた。そのアンソロジー『Wit and Mirth, or Pills to Purge Melancholy』は1700年に出版され、その後も再版を重ねていた。このアンソロジーの多くの曲が『ベガーズ・オペラ』で再利用されていた。
ゲイはさらにこのスタイルで『ベガーズ・オペラ』の続編『ポリー（Polly）』を作った。他には、ヘンリー・フィールディングやコリー・シバー（Colley Cibber）らがバラッド・オペラで成功したが、それらは当局によって発禁になったのか、あるいは流行が短命に終わったのか、ほとんど現存していない。18世紀の中頃には既にバラッド・オペラの流行は衰退していた。
登場人物たちは下層階級だったが、観客の方は一般的にロンドンのブルジョワたちだった。深刻なオペラ（当時は決まってイタリア語で歌われていた）への反発として、観客にとってバラッド・オペラは、台詞だけでなく、方法それ自体が風刺的だった。劇自体も当時の政治に言及していた。たとえば『ベガーズ・オペラ』の登場人物ピーチャム氏は、サー・ロバート・ウォルポールの風刺だった。こうした風刺的要素は、バラッド・オペラの多くが検閲と上演禁止の危険を持っていたことを意味し、実際、ゲイの『ポリー』は上演禁止処分を受けている。
バラッド・オペラの曲はほとんどが既存の曲だった（現代のジュークボックス・ミュージカルの手法にいくらか近い）。しかし、使われた曲は、民謡、ヘンリー・パーセルなどクラシック音楽の作曲家の作った人気のエア、さらには童謡と、多岐に及んだ。それらの曲の多くは、18世紀ロンドンの印刷された（broadsides or broadsheets）バラッドに曲をつけた流行のエアで、このことから「バラッド・オペラ」という言葉が生まれた。プリラヴ音楽（パロディ音楽）の寄せ集めは元々のバラッド・オペラとその後のバラッド・オペラを区別する良い試金石である。
『The Disappointment』（1762年）は、アメリカ合衆国でのそうした試みの初期のものである。

## ジングシュピールへの継承
1736年、プロイセンの駐イングランド大使が人気のあったバラッド・オペラ『The Devil to Pay』（チャールズ・コフィー Charles Coffey 作）のドイツ語へのアレンジを委嘱した。そしてできあがったものは1740年代にハンブルク、ライプツィヒなどドイツの各都市で上演され成功を収めた。1766年には、クリスティアン・フェリックス・ヴァイス（Christian Felix Weisse）とヨハン・アダム・ヒラーがその新しいヴァージョンを作った。このヴァージョンは大当たりし、二人は（Grove Dictionary of Music and Musiciansによると）「ドイツのジングシュピールの父」と呼ばれた。（ちなみに『The Devil to Pay』のあらすじはクリストフ・ヴィリバルト・グルックの1759年のフランス語オペラ『Le diable à quatre』にも翻案された）。

## パストラル・バラッド・オペラ
バラッド・オペラは後に、よりパストラル様式のものへと発展した。これらのバラッド・オペラはパストラル・バラッド・オペラとも呼ばれた。風刺的なバラエティーとは、とくにテーマの点で、対称的だった。『ベガーズ・オペラ』などのように既存の曲の寄せ集めでなく、オリジナル曲をメインにしたものもあったが、たいていは民謡の旋律を引用あるいは模倣したものだった。アイザック・ビッカースタッフ（Isaac Bickerstaffe）の『Love in a Village』（1763年）やウィリアム・シールド（William Shield）の『Rosina』（1781年）がパストラル様式のバラッド・オペラの典型的な例である。興味深いことに、パストラル様式のバラッド・オペラの多くはイタリア風オペラの上演後の寸劇として発表された。
18世紀後半には、リチャード・ブリンズリー・シェリダンの『The Duenna』（1775年）や、チャールズ・ディブデイン（Charles Dibdin）の多数の作品のような、より幅広い喜劇がオリジナルのバラッド・オペラの方向に傾いたが、風刺の勢いはあまり残っていなかった。

## 19世紀
19世紀のイギリス・オペラは、パストラル様式のバラッド・オペラから生じたもので、ジョン・バーネット（John Barnett）のような真面目な作曲家の作品の中にさえ、風刺的な痕跡が見られた。オリジナルのバラッド・オペラの風刺精神の多くは（大いに洗練された形であるが）ギルバートとサリヴァンのサヴォイ・オペラの中に見ることが出来る。ギルバートとサリヴァンの初期の作品の1つ『The Sorcerer』（1877年）では、パストラル形式のバラッド・オペラが模倣あるいは少なくともお手本とされていた。

## 20世紀
ベルトルト・ブレヒトとクルト・ヴァイルの『三文オペラ』（1928年）は『ベガーズ・オペラ』の改作で、同じ登場人物による類似の筋を持ち、風刺の毒も多数含んでいた。一方で、オリジナルにあった曲はたった1曲使っただけで、それ以外は新たに作曲され、オリジナルのバラッド・オペラにあった既存の曲の寄せ集めという特徴は省かれていた。
1924年初演のレイフ・ヴォーン・ウィリアムズ作の2幕のオペラ『牛追いヒュー』もバラッド・オペラと呼ばれることがある。それは『ベガーズ・オペラ』よりはシールドの『Rosina』に近いものだった。
20世紀のフォークシンガーの作った、フォークソングやフォーク風の歌のついたミュージカルもバラッド・オペラと呼ばれている。1944年、アラン・ローマックス（Alan Lomax）、ピート・シーガー、バール・アイヴス（Burl Ives）らが『The Martins and the Coys』を、1977年にはピーター・ベラミー（Peter Bellamy）らが『The Transports』を、それぞれレコーディングした。前者はいくつかの点でパストラル様式のバラッド・オペラを継承し、後者は風刺的な『ベガーズ・オペラ』タイプである。しかし、それらは「バラッド・オペラ」という言葉のさらなる再解釈を象徴したものである。
皮肉にも、カンダーとエッブ（Kander and Ebb）のミュージカル、とくに『シカゴ』や『キャバレー』の中には、『ベガーズ・オペラ』などにあった種類の風刺が残っている。とはいえ、クルト・ヴァイルの場合と同じく、音楽は新たに作曲されていて、その点では18世紀のバラッド・オペラとは異なるものである。

## 代表的なバラッド・オペラ
- ベガーズ・オペラ（1728年）
- The Disappointment（1762年）
- Don John of Austria（1847年初演）
- 牛追いヒュー（Hugh the Drover、1924年初演）
- 三文オペラ（1928年）